# 上施滕费尔德
上施滕费尔德是德国巴登-符腾堡州的一个市镇。总面积21.10平方公里，根据2022年人口报告指出，上施滕费尔德的总人口为7916人，其中男性3709人，女性3825人，人口密度357.1人/平方公里。

## 历史
上施滕费尔德起源于7世纪或8世纪。
上施滕费尔德女修道院建立于1016年。
1357年，利希滕贝格伯爵将该镇卖给符腾堡公爵，其管理权随之转移。1540年，该镇接受了宗教改革，但仍属于帝国骑士的领地，直到1803年被符腾堡公国接纳。
普雷沃斯特社区以及利希滕贝格城堡于1357年被符腾堡公爵从利希滕贝格伯爵手中接管。（几年前的1350年，他们从巴登侯爵手中收购了格罗瑙，从那时起普雷沃斯特属于格罗瑙。）
自1810年起，这三个村庄共同划归马尔巴赫上管区。1938年，上施滕费尔德被划入路德维希堡县，而格罗瑙和普雷沃斯特则成为海尔布隆县的一部分。1972年1月1日，格罗瑙和普雷沃斯特变更所属县，被划归上施滕费尔德。

## 地理
上施滕费尔德位于博特瓦尔河上游河谷。它地处路德维希堡县的东北部。北部与勒文施泰因山丘接壤，西部有覆盖着葡萄园的福斯特贝格山(Forstberg)和温嫩施泰因山(Wunnenstein)。

### 邻近城镇
最近的邻近城镇包括北部的拜尔施泰因和南部的大博特瓦尔。

## 交通

### 公路交通
附近有A81高速公路（苏黎世–辛根–维尔茨堡–汉堡），从市镇几分钟内即可到达。

### 公共交通
斯图加特交通和票价联盟(VVS)在上施滕费尔德及其下辖村庄设有公交车站，连接到斯图加特大都市区。向北进入海尔布隆县后，从邻近的拜尔施泰因镇开始，公交车由HNV运营，可通往海尔布隆市。